# Filips van de Palts (1627-1650)
Filips van de Palts (Den Haag, 16 september 1627 – Rethel, 16 december 1650) was de zevende zoon van keurvorst Frederik V van de Palts en Elizabeth Stuart.

## Biografie
Filips van de Palts werd geboren in Den Haag, waar zijn ouders terechtgekomen waren tijdens hun ballingschap nadat ze verjaagd waren uit Bohemen. Samen met zijn broer Eduard groeide hij op aan het Franse op. Uiteindelijk keerden ze terug naar Den Haag op verzoek van hun moeder nadat de Fransen hun oudere broer Karel I Lodewijk gevangen hadden genomen.
In 1645 deden er in Den Haag geruchten de ronde dat de Franse graaf Jacques L'Espinay er amoureuze relaties ophield met Filips' moeder en zus Louise Hollandine. Filips vond het daarop nodig om de eer van zijn familie te verdedigen en in de avond van 15 juni viel L'Espinay Filips aan op de Vijverberg. Dit leidde tot een duel dat onbeslist bleef en een dag later viel Filips op zijn beurt L'Espinay aan met zeven anderen en zij wisten de Franse graaf om het leven te brengen.
Op 18 juni werden Filips en zijn medeplichtigen gedagvaard door de rechtbank van Holland, maar ze waren toen al het land ontvlucht. Filips trok eerst naar Kleef en later naar Brussel. Hij kwam uiteindelijk als soldaat in dienst bij de Hertog van Lotharingen en sneuvelde in 1650 in de Slag bij Rethel. Na zijn dood werd het stoffelijk overschot van de prins overgebracht naar Sedan.

## Voorouders
| Voorouders van Filips van de Palts | Voorouders van Filips van de Palts                                        | Voorouders van Filips van de Palts                                        | Voorouders van Filips van de Palts                                                       | Voorouders van Filips van de Palts                                                       | Voorouders van Filips van de Palts                                                | Voorouders van Filips van de Palts                                                | Voorouders van Filips van de Palts                                                | Voorouders van Filips van de Palts                                                |
| ---------------------------------- | ------------------------------------------------------------------------- | ------------------------------------------------------------------------- | ---------------------------------------------------------------------------------------- | ---------------------------------------------------------------------------------------- | --------------------------------------------------------------------------------- | --------------------------------------------------------------------------------- | --------------------------------------------------------------------------------- | --------------------------------------------------------------------------------- |
| Overgrootouders                    | Henry Stuart Darnley (1545-1567) ∞ 1565 Maria I van Schotland (1542-1587) | Henry Stuart Darnley (1545-1567) ∞ 1565 Maria I van Schotland (1542-1587) | Frederik II van Denemarken (1534-1588) ∞ 1572 Sophia van Mecklenburg-Güstrow (1557-1631) | Frederik II van Denemarken (1534-1588) ∞ 1572 Sophia van Mecklenburg-Güstrow (1557-1631) | Lodewijk VI van de Palts (1539-1583) ∞ 1560 Elisabeth van Hessen (1539-1582)      | Lodewijk VI van de Palts (1539-1583) ∞ 1560 Elisabeth van Hessen (1539-1582)      | Willem van Oranje (1533-1584) ∞ 1575 Charlotte van Bourbon (1546/1547-1582)       | Willem van Oranje (1533-1584) ∞ 1575 Charlotte van Bourbon (1546/1547-1582)       |
| Grootouders                        | Jacobus I van Engeland (1566-1625) ∞ 1589 Anna van Denemarken (1574-1619) | Jacobus I van Engeland (1566-1625) ∞ 1589 Anna van Denemarken (1574-1619) | Jacobus I van Engeland (1566-1625) ∞ 1589 Anna van Denemarken (1574-1619)                | Jacobus I van Engeland (1566-1625) ∞ 1589 Anna van Denemarken (1574-1619)                | Frederik IV van de Palts (1574-1610) ∞ 1593 Louise Juliana van Nassau (1576-1644) | Frederik IV van de Palts (1574-1610) ∞ 1593 Louise Juliana van Nassau (1576-1644) | Frederik IV van de Palts (1574-1610) ∞ 1593 Louise Juliana van Nassau (1576-1644) | Frederik IV van de Palts (1574-1610) ∞ 1593 Louise Juliana van Nassau (1576-1644) |
| Ouders                             | Frederik V van de Palts (1596-1632) ∞ 1613 Elizabeth Stuart (1596-1662)   | Frederik V van de Palts (1596-1632) ∞ 1613 Elizabeth Stuart (1596-1662)   | Frederik V van de Palts (1596-1632) ∞ 1613 Elizabeth Stuart (1596-1662)                  | Frederik V van de Palts (1596-1632) ∞ 1613 Elizabeth Stuart (1596-1662)                  | Frederik V van de Palts (1596-1632) ∞ 1613 Elizabeth Stuart (1596-1662)           | Frederik V van de Palts (1596-1632) ∞ 1613 Elizabeth Stuart (1596-1662)           | Frederik V van de Palts (1596-1632) ∞ 1613 Elizabeth Stuart (1596-1662)           | Frederik V van de Palts (1596-1632) ∞ 1613 Elizabeth Stuart (1596-1662)           |
| Filips van de Palts (1627-1650)    |                                                                           |                                                                           |                                                                                          |                                                                                          |                                                                                   |                                                                                   |                                                                                   |                                                                                   |

- Gemeinsame Normdatei: 1017673071
- Système universitaire de documentation: 224799762
- Virtual International Authority File: 220810517